# 李幼斌
李幼斌（1958年2月15日—），男，汉族，吉林长春人，中国人民解放军陆军2级文职军官，正师级待遇，国家一级演员，全国劳动模范。2006年主演电视剧《亮剑》的主角李云龙而被中国大陆观众所熟知，该片至今仍是抗战题材电视剧中的经典之作。

## 生平
1958年，李幼斌出生在吉林省长春市，父亲是钟表工厂的高级工人，姐姐李野萍是一名话剧演员。高中毕业于长春市十一中学。1974年考入长春话剧团。1995年，李幼斌带着家人移居北京。
1985年李幼斌首次主演电影《死证》。1995年参演电视剧《布尔什维克兄弟》。2000年主演电影《横空出世》，获得第5届中国长春电影节最佳男主角奖。2002年调入中国人民解放军八一电影制片厂。2005年主演电视剧《亮剑》，饰演軍官李云龙，获得第23届中国电视金鹰奖观众喜爱的男演员奖。2008年主演电视剧《闯关东》。2012年主演《老严有女不愁嫁》。2014年主演功夫喜剧《爱的保镖》。2015年主演的电视剧《别让我看见》、《孙老倔的幸福》首播。2016年主演电视剧《决战江桥》，饰演爱国将领马占山。2017年主演反腐剧《脊梁》。2017年9月，当选为中国视协第六届副主席。

## 家庭
16岁时，李幼斌考入长春话剧团，在那认识了张瑞琪，1984年，两人结婚，次年，两人的儿子李小珂出生，2006年，两人离婚。
2008年，李幼斌和史兰芽结婚，史兰芽比李幼斌小13岁，有过两次婚姻。

## 主要作品

### 电影
- 《天鼓》饰 于天
- 《死证》饰 方树森
- 《飞虎队》饰 秦雄
- 《热线电话》饰 宋安城
- 《杀机四伏》饰 扬子江
- 《竞选村长》饰 张长顺
- 《孤岛情报站》饰 刘建丰
- 《俄德克血酒》饰 刘汉五
- 《大禹的传人》饰 郑海峰
- 《军列杀出重围》饰 中野正南
- 《血泊皇陵》饰 徐进
- 《老少爷们上法场》饰 强跃鲤
- 《大禹的传人》饰 郑海鹏
- 《横空出世》饰 陆光达
- 《惊心动魄》饰 乘警长
- 《惊涛骇浪》饰 张子明
- 《太行山上》饰 朱怀冰
- 《情暖万家》饰 张云生
- 《我的左手》饰 师长
- 《惊天动地》饰 梁志东
- 《飞天》
- 《忠诚与背叛》
- 《渡江！渡江！》
- 《雷锋的微笑》
- 《目标战》饰 林浩楠的父亲
- 《江河湖》饰神鸡

### 电视剧
- 《法不容情》饰 陈群
- 《亮剑》饰 李云龙
- 《第五个空弹壳》饰 田志平
- 《我的兄弟姐妹》饰 齐诗吟
- 《海棠依旧》饰 田健
- 《海棠依旧》饰 贺远鹏
- 《江山》饰 林然
- 《永不放弃》饰 李大明
- 《激情年代》饰 欧阳鹏
- 《情有千千劫》饰 迟鸣
- 《天堂鸟》饰 张大庆
- 《警戒线》饰 北勇
- 《警察世家》饰 刘海山
- 《车间主任》饰 张一平
- 《生死谍变》饰 项农
- 《我是警察》饰 孙一凡
- 《西出阳关》饰 李凡民
- 《今生有约》饰 李建立
- 《永恒恋人》饰 老罗（友情客串）
- 《非常使命》饰 白晓峰
- 《非常代价》饰 马超
- 《一介书生》饰 魏书生
- 《不共戴天》饰 林峰
- 《潮起潮落》饰 鲁明宽
- 《刑警本色》饰 周诗万
- 《欲罢不能》饰 佟满江
- 《东北大暴动》饰 季剑飞
- 《玫瑰依然红》饰 高松宽
- 《女人不再沉默》饰 斯道兰
- 《布尔什维克兄弟》分饰　刘水长、刘尔父子
- 《情债》饰 朱四
- 《抉择》饰 杨诚
- 《继父》饰 关吉栋
- 《天地粮人》饰 高远
- 《红色追击令》饰 冯伯元
- 《闯关东》饰 朱开山
- 《仁者无敌》饰 皮德贵
- 《红日》饰 张灵甫
- 《雾里看花》饰 黄立德
- 《密战》饰 唐局长
- 《沧海》
- 2011年《中国地》饰 赵天龙
- 2011年《旗袍》饰 钱鹏飞
- 2011年《国门英雄》饰 关汉山
- 《师傅》
- 2012年《老严有女不愁嫁》饰 严查令
- 2014年《爱的保镖》
- 2015年《活法》饰 江源
- 2015年《别让我看见》
- 2015年《孙老倔的幸福》
- 2015年《邮差》
- 2016年《决战江桥》饰 马占山
- 2017年《王初一与刘十五》饰 王初一
- 2019年《风雨老字号》饰 康德庆
- 2019年《因法之名》饰 葛大杰
- 2019年《反恐特战队之天狼》饰 王铎
- 2019年《一马三司令》饰 沈逄陵
- 2019年《孤独者》(2012年拍攝)(原名:步步深渊)饰 李清源
- 2020年《正道无敌》 饰 张旭东
- 2020年《最好的时代》饰  黎嘉樹
- 2020年《守望者》饰陈强
- 2021年《铸匠》饰  董师傅(客串)
- 2021年《王牌部队》饰  郑源
- 2022年《青山不墨》饰 于正平
- 2022年《罚罪》（网络剧）饰 严国华
- 2024年《能有多大事》饰 许多金
- 2024年《海天雄鹰》饰 衣正邦
- 2024年《黑白诀》（网络剧）饰  邰勇义
- 待播《脊梁》饰 刚毅(客串)
- 待播《建国大业》

### 话剧
- 《新京末日》1985年
- 《蒙克斯韦尔庄园谋杀案》1983年
- 《爱神霹雳》
- 《情感操练》1994年
- 《风华正茂》1974年
- 《古刹魅影》1980年
- 《枫树湾》1974年

## 获奖及提名
- 因电影《横空出世》获2000年长春电影节影帝。
- 因电视剧《刑警本色》获2000年中国电视金鹰奖最佳男配角奖。
- 因电视剧《非常代价》获2001年中国电视金鹰奖观众喜爱的男演员奖。
- 因电视剧《亮剑》，获2007年金鹰奖最受欢迎男演员奖和最佳表演艺术奖，2007年飞天奖最佳男演员奖。
- 因电视剧《闯关东》获2008年中国电视金鹰奖观众喜爱的男演员奖。
- 因电视剧《中国地》获2013年中国电视剧飞天奖优秀男演员奖。